# Sues

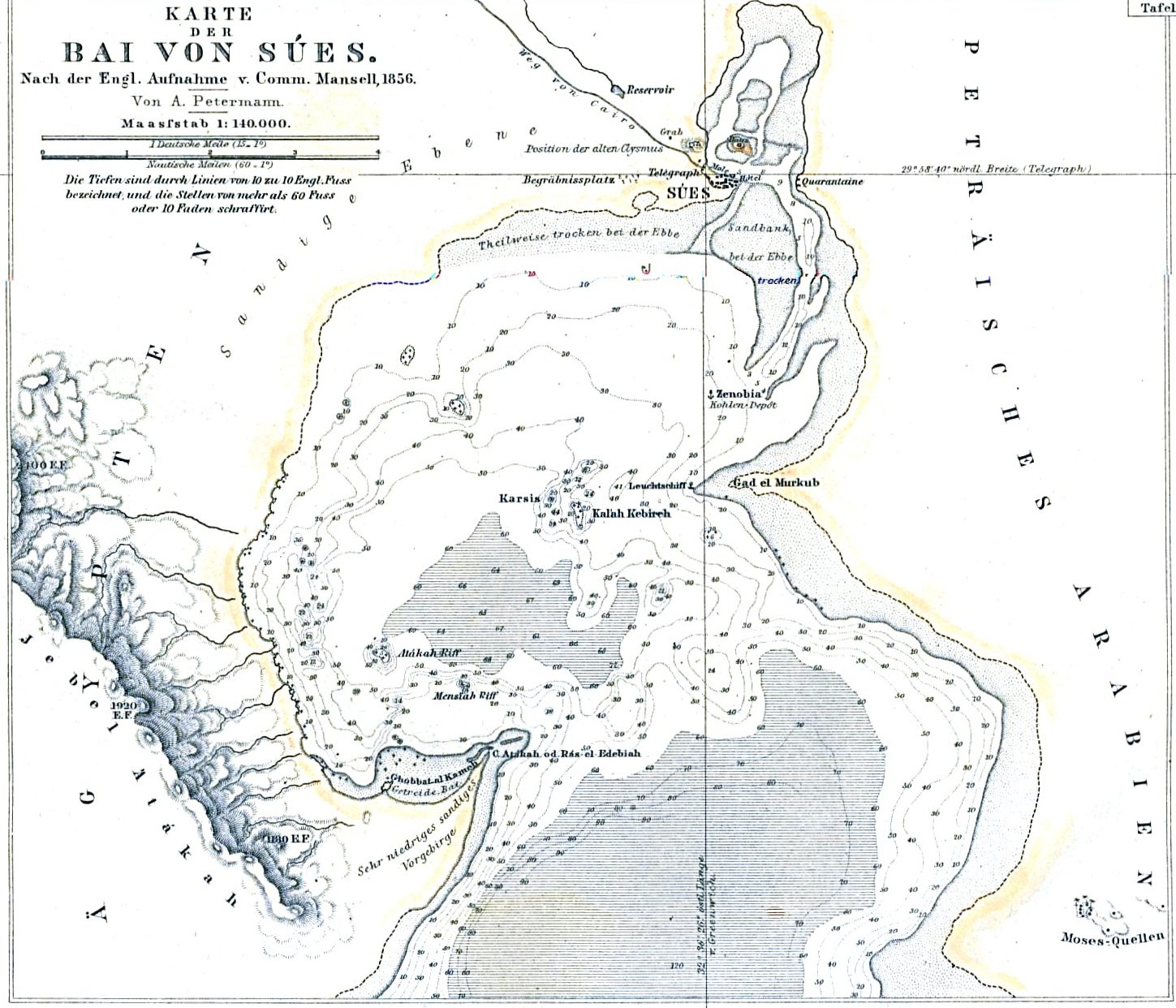
Nordteil des Golfs von Suez auf einer Karte von 1856

Suez oder Sues ist eine Stadt in Ägypten an der Nordspitze des Roten Meers, welches hier in den Golf von Suez ausläuft, an der Mündung des Suezkanals.

## Schreibweise
Ausgehend vom arabischen Namen ist auch die Schreibung Sues, die auch im Duden steht, in der deutschen Transkription korrekt. Die oft verwendete Schreibweise Suez entspricht der gängigen englischen und französischen Schreibweise, aber nicht der Transkription von arabisch السويس (hocharabisch as-Suwais, bzw. ägyptisch es-Swēs).

## Beschreibung

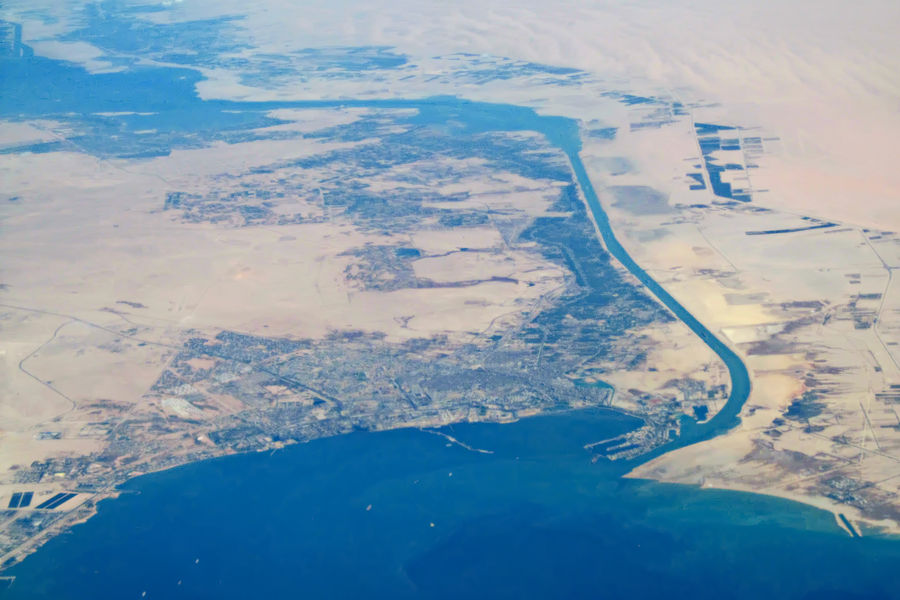
Luftaufnahme von Suez und Kanal

Suez liegt 135 km östlich der ägyptischen Hauptstadt Kairo. Die Stadt hat 728.180 Einwohner (Stand 2017). Die Stadt besteht aus dem arabischen Viertel und dem regelmäßig angelegten europäischen Viertel mit einer vizeköniglichen Villa. Südöstlich der Altstadt sind neue, moderne Viertel entstanden, die auf ehemaligem Meeresboden gebaut sind.
Im Nordosten liegt die Mündung des hier 2 m ü. M. liegenden Süßwasserkanals (Ismailia-Kanal) mit einem großen Schleusenwerk. Zu den Hafenanlagen, die weit ins Meer hinausgebaut sind, führt ein 3 km langer Damm; auf diesem läuft die Eisenbahn zum Hafenbassin, Port Ibrahim genannt, mit Leuchtturm und der Statue des Leutnants Waghorn.
Ein 15 m breiter Fahrdamm führt zur neu aufgeschütteten Hafenhalbinsel Port Taufiq.

## Geschichte
Wahrscheinlich steht Suez auf der Stätte des alten Klysma, von den Arabern Qulzum genannt. Es war vor der Entdeckung des Seewegs nach Indien um das Kap der Guten Hoffnung als großer Umschlagplatz europäischer und indischer Waren bekannt, verfiel aber danach und zählte bei Beginn der Kanalbauten nur noch 1500 Einwohner. Nach Fertigstellung des Suezkanals (1869) blühte die Stadt kurz auf. Richard Burton schreibt aber im Buch „Die Goldminen von Midian“, dass die Fertigstellung des Kanals dem Stadtbild geschadet hat. Ihre Bedeutung als Durchgangshafen für den Ostasienhandel und dem Passagierverkehr (im Besonderen nach Mekka) verhalf der Wirtschaft zu einem enormen Aufschwung.
Im Sechstagekrieg mit Israel im Jahre 1967 wurde die Stadt zeitweise ganz evakuiert und stark in Mitleidenschaft gezogen. Die Schäden sind noch teilweise zu sehen.
Während der Revolution in Ägypten 2011 war die Stadt Suez von besonders schweren Zusammenstößen zwischen Demonstranten und Sicherheitskräften geprägt.

## Wirtschaft
Die Haupteinnahmequellen sind die Erdölraffinerien, petrochemische und eisenverarbeitende Industrie. Auch einige Kunstdüngerfabriken haben sich hier angesiedelt.

## Kultur
Suez ist Sitz eines Teils der Suezkanal-Universität.
Das Nationalmuseum von Suez wurde 2012 in einem modernen Neubau wieder eröffnet, lange nachdem der Vorgängerbau im ägyptisch-israelischen Sechstagekrieg im Juni 1967 zerstört worden war. Die Sammlung war damals rechtzeitig nach Kairo ausgelagert worden. Jetzt ist sie im neuen Gebäude wieder zu sehen – zusammen mit weiteren bedeutenden Werken der Pharaonenzeit, der hellenistisch-römischen Antike, des Mittelalters und der Neuzeit.

## Geographie
Der Isthmus von Suez gilt als Grenze zwischen Afrika und Asien.

### Klima
Das Köppen-Geiger-Klimaklassifikationssystem stuft das Klima als heiße Wüste (BWh) ein.
Die heißeste aufgezeichnete Temperatur war 49 °C am 14. Juni 1965, während die kälteste aufgezeichnete Temperatur 1 °C am 23. Februar 2004 war.
|                        | Jan  | Feb  | Mär  | Apr  | Mai  | Jun  | Jul  | Aug  | Sep  | Okt  | Nov  | Dez  |   |      |
| Mittl. Temperatur (°C) | 14,8 | 16,0 | 18,2 | 22,3 | 25,7 | 28,1 | 29,3 | 29,3 | 27,3 | 24,5 | 20,2 | 16,0 | ⌀ | 22,7 |
| Mittl. Tagesmax. (°C)  | 19,4 | 21,2 | 23,6 | 28,5 | 32,4 | 35,1 | 36,1 | 35,7 | 33,2 | 30,1 | 25,4 | 20,7 | ⌀ | 28,5 |
| Mittl. Tagesmin. (°C)  | 10,5 | 11,3 | 13,1 | 16,4 | 19,5 | 22,4 | 23,9 | 24,2 | 22,8 | 20,8 | 15,7 | 11,8 | ⌀ | 17,7 |
|                        |      |      |      |      |      |      |      |      |      |      |      |      |   |      |
| Niederschlag (mm)      | 5    | 2    | 4    | 1    | 0    | 0    | 0    | 0    | 0    | 0    | 2    | 3    | Σ | 17   |
|                        |      |      |      |      |      |      |      |      |      |      |      |      |   |      |
| Regentage (d)          | 0,6  | 0,1  | 0,5  | 0,1  | 0    | 0    | 0    | 0    | 0    | 0    | 0,1  | 0,3  | Σ | 1,7  |
|                        |      |      |      |      |      |      |      |      |      |      |      |      |   |      |
| Luftfeuchtigkeit (%)   | 58   | 56   | 53   | 45   | 44   | 47   | 52   | 54   | 55   | 57   | 58   | 60   | ⌀ | 53,3 |

| 10,5 |

| 11,3 |

| 13,1 |

| 16,4 |

| 19,5 |

| 22,4 |

| 23,9 |

| 24,2 |

| 22,8 |

| 20,8 |

| 15,7 |

| 11,8 |

| 10,5 |

| 11,3 |

| 13,1 |

| 16,4 |

| 19,5 |

| 22,4 |

| 23,9 |

| 24,2 |

| 22,8 |

| 20,8 |

| 15,7 |

| 11,8 |

## Söhne und Töchter der Stadt
- Abdel Latif Moubarak (* 1964), Dichter
- Ebtisam Zayed (* 1996), Radsportlerin

## Partnerstädte
- Skopje, Nordmazedonien (seit 1985)
- Djibouti-Stadt, Djibouti